# 蛇蜥
蛇蜥（学名：Anguis fragilis）是一种无足蜥蜴，原产自欧亚大陆。蛇蜥属于半穴居型蜥蜴，大多时间藏于物体下方。蛇蜥的皮肤很光滑，上有互不重叠的鳞片。像其他许多蜥蜴一样，蛇蜥可以自割，即遇到捕食者时会断尾逃生，当尾巴长回来时却回不到原来的长度(牠們仍有外耳與眼瞼)。蛇蜥在花园中十分常见，人们可以通过在地上放一塊黑色塑膠或者锡片来引诱其进入花园，驱逐害虫。在气候温和的时候，有时这些集热器的下方能找到不止一条蛇蜥。在郊区，蛇蜥最常见的死亡原因之一是家猫——它们对猫毫无招架之力。蛇蜥不同于蛇，他拥有耳朵，而蛇没有耳朵。蛇蜥同时还有蛇没有的眼皮。